# Гофрокартон

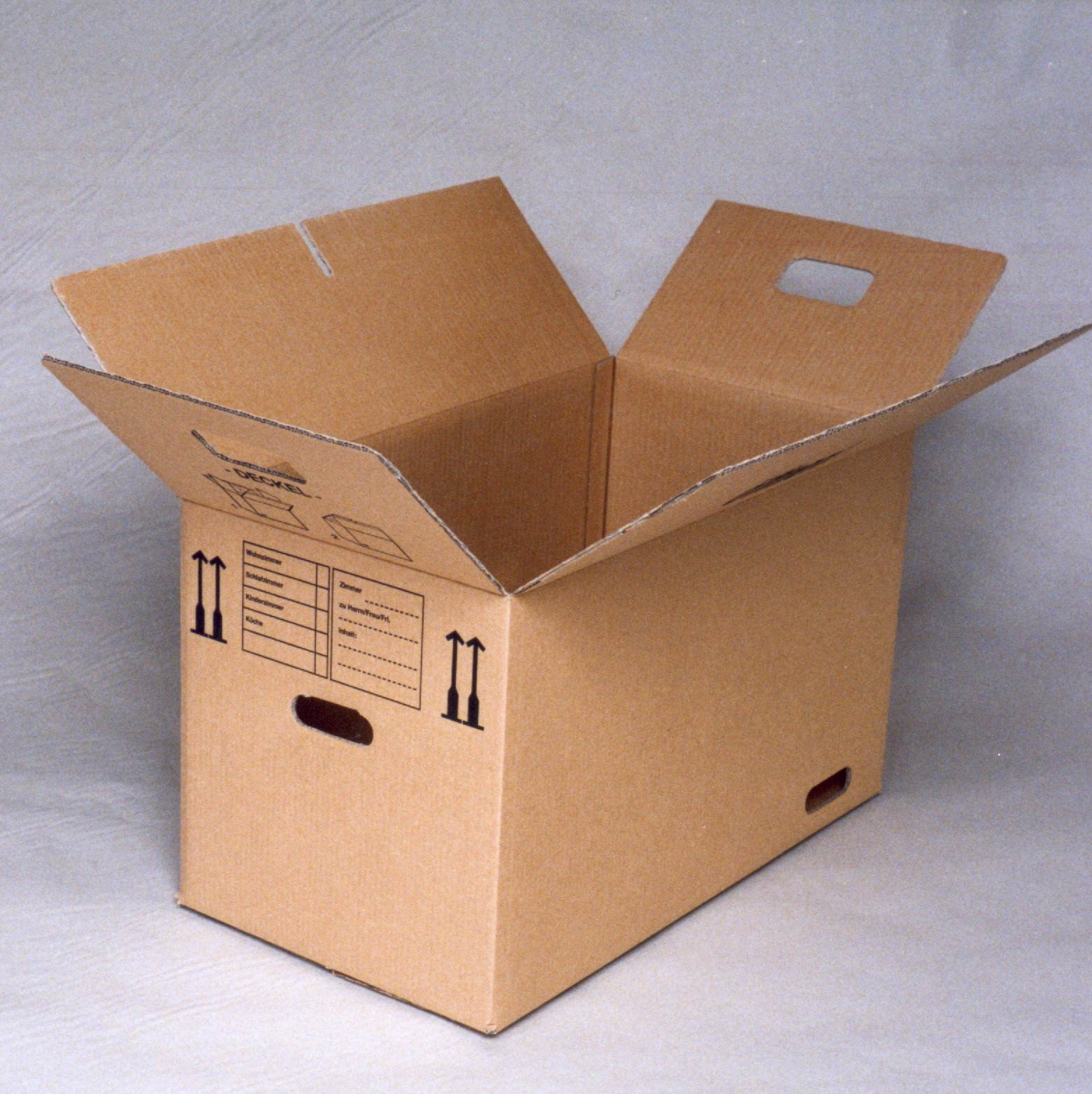
Ящик из гофрокартона

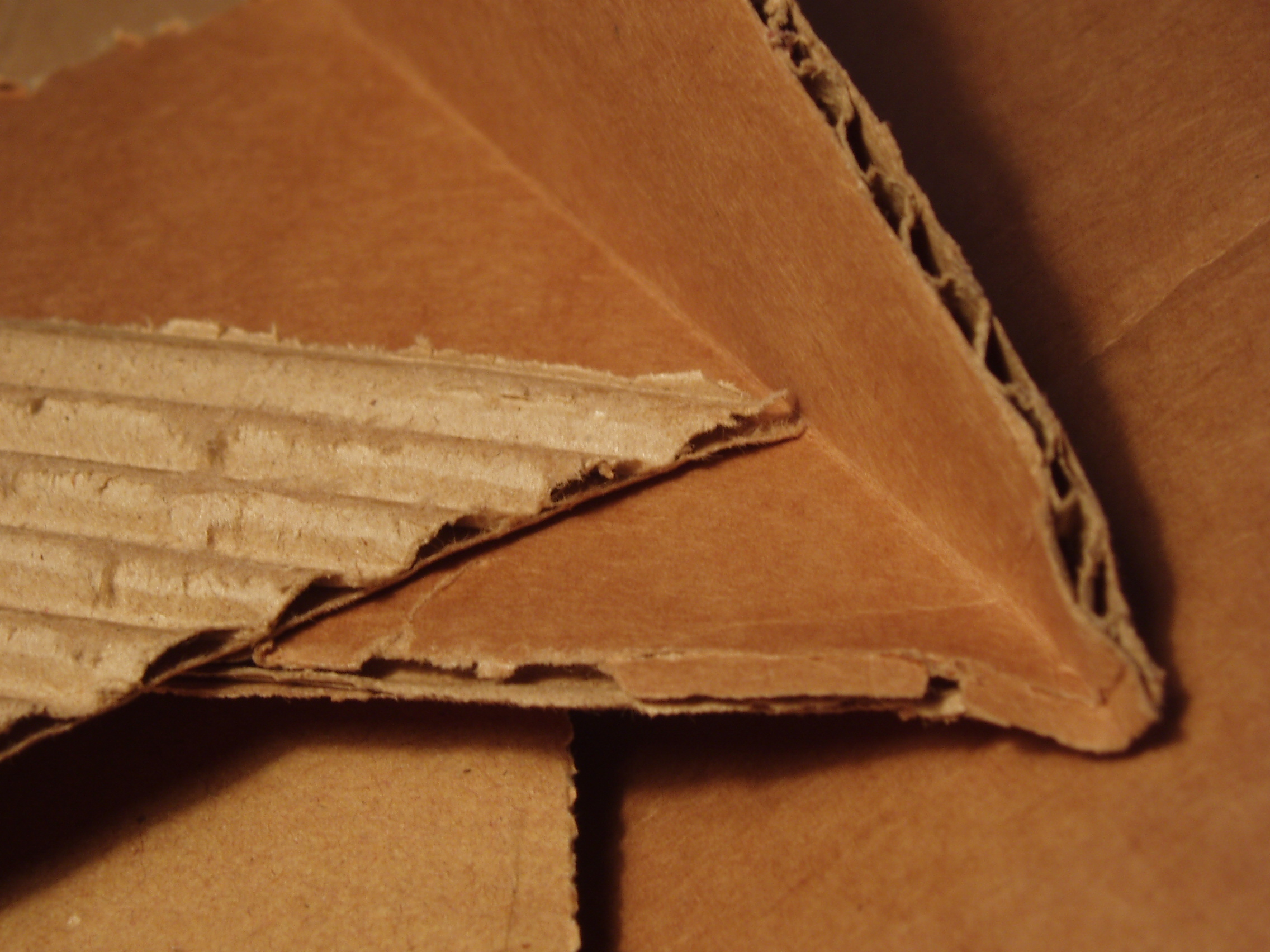
Гофрокартон

Гофрокарто́н — упаковочный материал, отличающийся малой массой, дешевизной и высокими физическими параметрами. Является одним из наиболее распространённых материалов в мире для использования в качестве упаковки. Особенностью производства гофрокартона является возможность использовать бумагу и картон, полученные из макулатуры, что положительно с точки зрения экономии ресурсов и защиты окружающей среды. Недостатком гофрокартона является его низкая влагостойкость.
По своему типу гофрированный картон может быть двухслойным, трехслойным, пятислойным и семислойным, но как правило, состоит из трёх слоёв: двух плоских слоёв картона (топлайнеры) и одного слоя бумаги между ними, имеющего волнообразную (гофрированную) форму (флютинг). Такая композиция слоёв делает гофрокартон, несмотря на характеристики его компонентов, особенно жёстким, обладающим сопротивлением как в направлении, перпендикулярном плоскости картона, так и в направлениях вдоль плоскостей. Для дальнейшего улучшения физических свойств упаковки из гофрокартона применяются пяти- и семислойный гофрокартон — материал, при котором слои картона и бумаги чередуются один за другим. Размеры, качество и прочие параметры упаковки из гофрокартона устанавливаются отраслевыми стандартами, накладывающими также свои требования к процессу производства.

## История гофрокартона
Гофрированная бумага была запатентована в 1856 году в Великобритании и использовалась как подкладка под шляпы. Гофрокартон в сегодняшнем понимании этого слова был запатентован 19 декабря 1871 года американцем А. Л. Джонсом; это был двухслойный гофрокартон, у которого присутствовал всего один плоский слой. Трёхслойный гофрокартон быд запатентован Оливером Лонгом 5 мая 1874 года.
Первая машина для производства гофрокартона была построена в 1874 году — с этого момента началось массовое производство, постепенно распространившееся на весь мир. В том же году впервые был произведён трёхслойный гофрокартон. В настоящее время по всему миру в производстве гофроупаковки занято более 300 000 человек, в мире насчитывается более полутора тысяч производств.

### Производство гофрокартона
Первое поколение оборудования для производства гофрокартона представляло собой рифленые валы, изготовленные из пушечных стволов. Для нагрева валов использовались газовые горелки, а сама машина приводилась в движение вручную.
Дальнейшее развитие гофропроизводства привело к созданию более сложного оборудования, позволявшего осуществлять целый комплекс операций с исходным сырьем. В различных секциях гофроагрегата происходит нагрев полотна бумаги, формирование волнистого слоя, нанесение клея и соединение гофрированной бумаги с тонкими слоями картона.
Со временем стремительно увеличивалась и скорость производства. В 1890-х годах максимальная скорость составляла 3 м/мин, в 1930-х годах — 100 м/мин. На данный момент на рынке предложено оборудование, скорость которого достигает 300—400 м/мин

### Переработка гофрокартона
Дальнейшая переработка гофрокартона, то есть создание тары из него, состоит из нескольких последовательных процессов. Полотно гофрокартона нарезается на заготовки требуемых размеров, затем заготовки рилюются (наносятся линии сгиба) и осуществляется высечка клапанов. Также в большинстве случаев на гофроящики наносится многоцветное изображение.
В зависимости от требуемой конфигурации продукции производители выбирают различное перерабатывающее оборудование.
Наиболее распространённый вид тары — 4-клапанный ящик. Для его производства подходит просекательно-рилевочный станок (слоттер).
Короба сложной формы выпускают на машинах ротационной высечки и плосковысекательных автоматах.
Завершается процесс производства тары в фальцевально-склеивающей секции, где происходит фальцовка (сгибание и складывание листа), промазывание соединительных клапанов клеем и обжим.
Крупные производства отдают предпочтения поточным линиям, которые включают в себя все вышеперечисленные секции. Это позволяет выпускать тару различной конфигурации и большими тиражами. При меньших объёмах и ограниченном формате продукции подходит комплектация цехов отдельными машинами.

## Виды гофрокартона

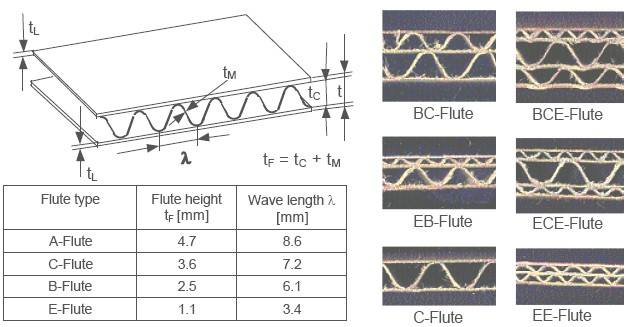
Виды упаковочного гофрокартона в зависимости от слоёв

### Материалы для производства гофрокартона
Гофрокартон формируется из картона для плоских слоев (лайнера) и гофрированной бумаги (флютинга).
Картон-лайнер различается по используемому для его производства сырью и внешнему виду наружного слоя. При использовании первичных материалов (сульфатной небеленой целлюлозы, полуцеллюлозы) или вторичного макулатурного сырья получают лайнер коричневого цвета.
Мраморный наружный слой получают благодаря применению беленой целлюлозы и высокой концентрации исходной массы.
Лайнер с белым наружным слоем и мелованный лайнер производится из беленой хвойной и/или лиственной целлюлозы.
Бумага для гофрирования может быть как полуцеллюлозная, так и макулатурная.

### Классификация
По своим физическим свойствам и строению гофрокартон делится на классы, маркируемые буквой, обозначающей количество слоёв и номером класса. Наиболее часто в промышленности употребляется трёхслойный гофрокартон классов Т-21, Т-22, Т-23, Т-24.
| Показатель | Т-21      | Т-22      | Т-23       | Т-24       |
| --- | --------- | --------- | ---------- | ---------- |
| Абсолютное сопротивление продавливанию, МПа (кгс/см²) (не менее)                                                                                                  | 0,7 (7,0) | 0,9 (9,0) | 1,1 (11,0) | 1,2 (12,0) |
| Удельное сопротивление разрыву с приложением разрушающего усилия вдоль гофров по линии рилевки после выполнения одного двойного перегиба на 180∞, кН/м (не менее) | 4         | 6         | 7          | 8          |
| Сопротивление торцевому сжатию вдоль гофров, кН/м (не менее) | 2,2       | 3,0       | 3,8        | 4,6        |
| Сопротивление расслаиванию, кН/м (не менее) | 0,2       | 0,2       | 0,2        | 0,2        |

Пятислойный гофрокартон обозначают буквой П, двухслойный — буквой Д.
Гофрокартон различают по виду профиля — геометрическим размерам внутренних волн, определяющим геометрические и физические характеристики гофрокартона. Диапазоны размеров высоты и ширины волн группируют по классам, обозначаемым латинскими буквами A, B, C и т. д.
| Обозначение | Условное обозначение | Ширина гофра мм | Высота гофра, мм |
| ----------- | -------------------- | --------------- | ---------------- |
| O           | —                    | 1,3             | 0,3              |
| G           | —                    | ≤ 1,88          | ≤ 0,55           |
| N           | —                    | 1,6 до 1,8      | 0,4—0,6          |
| F           | Тонкий картон        | 1,9—2,6         | 0,6—0,9          |
| E           | Микрогофра           | 3,0—3,5         | 1,0—1,8          |
| D           | Точная гофра         | 3,8—4,8         | 1,9—2,1          |
| B           | Точная гофра         | 5,5—6,5         | 2,2—3,0          |
| C           | Средняя гофра        | 6,8—7,9         | 3,1—3,9          |
| A           | Большая гофра        | 8,0—9,5         | 4,0—4,9          |
| K           | Большая гофра        | ≥ 10,0          | ≥ 5,0            |

Гофрированный картон должен быть изготовлен с гофрами типов А, С, В. Картон должен быть изготовлен: типа Д — в рулонах или листах; типов Т и П — в листах.
Для изготовления гофрированного картона должны применяться:
- картон по ГОСТ Р 53207-2008 — для плоских слоев;
- бумага по ГОСТ Р 53206-2008 — для гофрированных слоев.

Для склеивания слоев гофрированного картона должны применяться:
- клей из растворимого силиката натрия по ГОСТ 13079;
- клей из картофельного крахмала по ГОСТ 7699-78 или другие клеи.

### Форма гофры
Более 90 % производимого гофрокартона в мире имеет синусообразную форму гофры. Иногда для специальных целей производится V-образная гофра.